# Departamento de Assuntos de Veteranos
O Departamento de Assuntos de Veteranos (em inglês: Department of Veterans' Affairs) é um departamento do governo da Austrália.